# Isidre Esteve Pujol

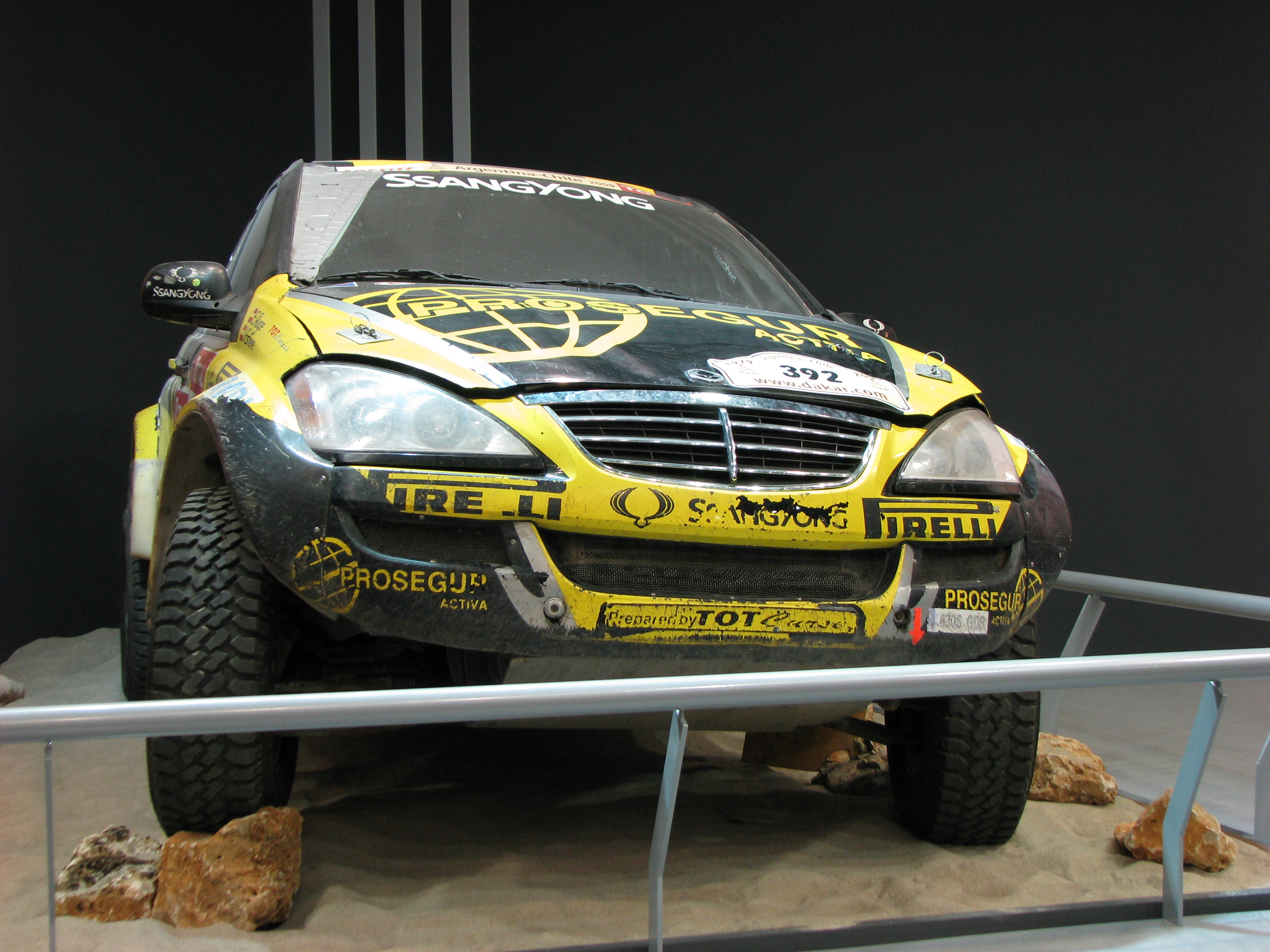
Isidre Esteve 2009-es Dakar-ralin használt versenyautója egy kiállításon

Isidre Esteve Pujol (La Seu d’Urgell, 1972. május 15. –) spanyol autó-, és motorversenyző.

## Pályafutása
1990-ben a 80cc-es, majd 1999-ben a 125cc-es spanyol enduro-bajnokság győztese volt. Ezt követően rendszeres résztvevője volt a Dakar-ralinak. A 2001-es versenyen a negyedik helyen ért célba, és ezt az eredményt megismételte a 2005-ös viadalon is.
A 2006-os Dakaron komoly balesetet szenvedett. A Nouakchott és Kiffa közötti szakaszon bukott és vállzúzódás miatt nem tudta folytatni a versenyt. Ezen a szakaszon vesztett életét aznap az ausztrál Andy Caldecott. 2007. március 24-én egy újabb súlyos baleset érte, ezúttal az Almeria-ralin. Isidre két gerinccsigolyája, több bordája, a mellkasa és a tüdeje is megsérült. Gerincsérülései miatt deréktól lefelé lebénult, így fel kellett hagynia a motorversenyzéssel.
Tolószékbe kerülése után sem hagyott fel a versenysporttal. 2009-ben egy speciálisan átalakított SsangYong versenyautóval állt rajthoz a Dakar-ralin. Pujol teljesítette a versenyt, és végül a 92 beérkezett autós közül a 81. helyen ért célba.